# Sebastian Fesinger
Sebastian Fesinger (data ur. nieznana, zm. po 1 stycznia 1770 we Lwowie) – lwowski rzeźbiarz i budowniczy oraz architekt pochodzenia niemieckiego. Jeden z czołowych i najwybitniejszych  przedstawicieli lwowskiej rzeźby rokokowej wraz z Janem Jerzym Pinzlem i Antonim Osińskim. Pozostałe prace z przypisywanej mu obszernej spuścizny rzeźbiarskiej są przedmiotem dyskusji.

## Życiorys
Jacek Gajewski twierdził, że zapewne przybył z terenu Górnej Austrii. Sebastian – syn lub brat młodszy Fabiana Fesingera. W źródłach notowany od roku 1741. Należał do Bractwa Św. Barbary, skupiającego lwowian pochodzenia niemieckiego. 30 lipca 1750 został obrany ławnikiem, a 6 lipca 1753 – wójtem jurydyki p.w. Św. Jana Chrzciciela we Lwowie. Wraz ze swym poprzednikiem Grzegorzem Iwanowskim miał konflikt z miecznikiem kołomyjskim Dymitrem Szumlańskim. Gertruda Barbara, wdowa rzeźbiarza lwowskiego Jerzego Markwarta, w swym testamencie, spisanym ręką świadka, ks. Franciszka Duralskiego, proboszcza kościoła Matki Boskiej Śnieżnej we Lwowie, wyznaczyła jako opiekunów swych dzieci oraz egzekutorami testamentu Sebastiana Fesingera i Michała Wurcera. Także był opiekunem (przynajmniej w 1765) dzieci zmarłego w 1764 architekta lwowskiego Marcina Urbanika, mianowicie Wincentego i córki Antoniny (Antonii), której mężem niebawem został jego syn Klemens Ksawery.
Jego żoną była Rusinka lwowska Anna z Śnigórskich (Szmigurskich), córka Jana i Anny z Horodeckich. Jako mąż spadkobierczyni po zmarłym teściu miał w 1751 proces z gr.kat. proboszczem na Zniesieniu ks. Janem Wasilewiczem. Oprócz Klemensa Ksawerego miał jeszcze syna Ignacego.
Adam Bochnak próbował identyfikować tzw. "mistrza figur dominikańskich" z Sebastianem Fesingerem oraz uważać jego czołową osobistością lwowskiej rzeźby rokokowej. Zbigniew Hornung uważał Fesingera za artystą drugorzędnego. Tadeusz Mańkowski nazywał go "snycarem dominikańskim", ponieważ od 1764 roku pracował z Marcinem Urbanikiem przy budowie obiektów, które należały do dominikanów we Lwowie i Tarnopolu. Także twierdził, iż "w ogromnej większości dzieł Sebastiana Fesingera powtarza się typ twarzy suchej i kościstej o wystających, szeroko rozstawionych kościach policzkowych, krótkiej brodzie a szerokiej czaszce". Zmarł po 14 lutego 1769 we Lwowie. Prawdopodobnie, w jego warsztacie rozpoczął naukę rzeźbiarz i sztukator lwowski Jan Obrocki.

### Prace
- posągi kamienne wieńczące fasadę dominikańskiego kościoła Bożego Ciała we Lwowie[5]
- posągi w fasadzie kościoła zamkowego w Podhorcach (1762–1763)
- rzeźby św. Antoniego i św. Idziego przed fasadą kościoła Franciszkanów w Przemyślu (1759–60)[5]
- rzeźby z ołtarzy bocznych[19] oraz figury do ambony trynitarskiego kościoła pw. św. Mikołaja we Lwowie[20]
- prowadził budowę pałacu Lubomirskich we Lwowie od roku 1765.[5]
- alabastrowa nastawa ołtarzowa (retabulum) płaskorzeźby, m.in. retabula do kościoła w dawnym mieście Boćki na Podlasiu (1747, obecnie w Muzeum Diecezjalnym w Drohiczynie)[6].
- roboty w ołtarze głównym w kościele Karmelitów w Trembowli[21].

#### Prace przypisywane
- Jakub Sito przypisuje mu rzeźby z ołtarza św. Tadeusza kościoła parafialnego w Buczaczu[19]
- Zbigniew Hornung przypisywał mu dwie drewniane tablice pamiątkowe w krużgankach klasztoru Dominikanów we Lwowie (istniały w okresie międzywojennym)[22].